# Unfriend You
„Unfriend You” este al doilea single al cântărețului american Greyson Chance, de pe albumul Hold On 'Til the Night.
Piesa este inspirată dintr-o experiență personală dureroasă pe care a avut-o cu o fată.
„Este un cântec incredibil pentru că, în primul rând, este o piesă de despărțire – iar ele sunt mereu distractive, iar în doilea rând pentru că face referire la social media, ceea ce este foarte important în aceste timpuri și la această vârstă”, a declarat Ellen DeGeneres despre single la MTV.